# (689) Zita
(689) Zita es un asteroide perteneciente al cinturón de asteroides descubierto el 12 de septiembre de 1909 por Johann Palisa desde el observatorio de Viena, Austria.
Está nombrado en honor de la emperatriz Zita de Borbón-Parma (1892-1989), esposa del emperador Carlos I de Austria.